# Šahmeri
Šahmeri är en ort i Bosnien och Hercegovina.   Den ligger i entiteten Federationen Bosnien och Hercegovina, i den centrala delen av landet, 90 km norr om huvudstaden Sarajevo. Šahmeri ligger 306 meter över havet och antalet invånare är 108.
Terrängen runt Šahmeri är huvudsakligen kuperad, men den allra närmaste omgivningen är platt. Terrängen runt Šahmeri sluttar västerut. Runt Šahmeri är det ganska tätbefolkat, med 93 invånare per kvadratkilometer.. Närmaste större samhälle är Gračanica, 13,6 km väster om Šahmeri. 
Omgivningarna runt Šahmeri är en mosaik av jordbruksmark och naturlig växtlighet.